# Herran
Herran ist eine französische Gemeinde mit 72 Einwohnern (Stand 1. Januar 2022) im Département Haute-Garonne in der Region Okzitanien (zuvor Midi-Pyrénées). Die Einwohner werden als Herranais bezeichnet.

## Geographie
Umgeben wird Herran von den sieben Nachbargemeinden: 
|                | Chein-Dessus                                | Arbas                       |
| Milhas         | Kompassrose, die auf Nachbargemeinden zeigt | Fougaron                    |
| Portet-d’Aspet | Galey                                       | Saint-Jean-du-Castillonnais |

## Bevölkerungsentwicklung
| Jahr                       | 1962 | 1968 | 1975 | 1982 | 1990 | 1999 | 2006 | 2013 | 2017 | 2019 |
| -------------------------- | ---- | ---- | ---- | ---- | ---- | ---- | ---- | ---- | ---- | ---- |
| Einwohner                  | 112  | 90   | 94   | 106  | 71   | 81   | 74   | 71   | 75   | 73   |
| Quellen: Cassini und INSEE |      |      |      |      |      |      |      |      |      |      |

## Sehenswürdigkeiten
- Kirche Notre-Dame-du-Rosaire